# Wachtelweizen
Die Gattung Wachtelweizen (Melampyrum) gehört zur Familie der Sommerwurzgewächse (Orobanchaceae).
Die Deutung des deutschen Namens bezieht sich auf die vermeintliche Vorliebe der Wachteln für die Samen von Wachtelweizen.

## Beschreibung

### Vegetative Merkmale
Melampyrum-Arten wachsen als einjährige krautige Pflanzen.
Die gegenständig angeordneten Laubblätter sind meist ungestielt. Nebenblätter sind keine vorhanden. Die einfachen Blattspreiten sind ganzrandig.

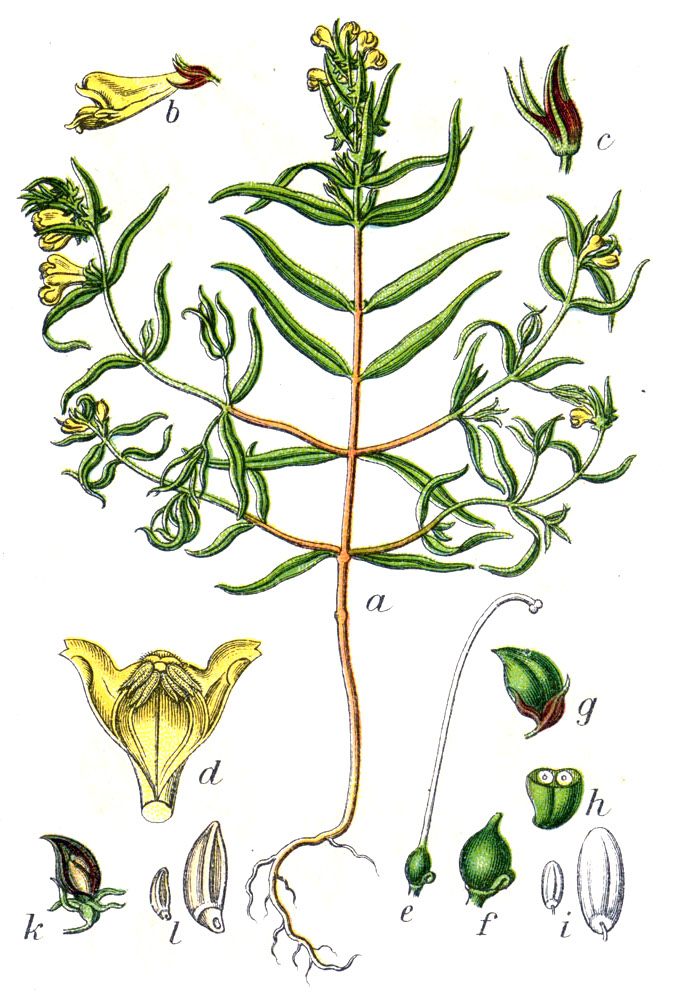
Illustration aus Sturm des Wald-Wachtelweizen (Melampyrum sylvaticum)

### Generative Merkmale
Die Blüten stehen einzeln in den Achseln von Tragblättern oder in traubigen ährigen Blütenständen. Die Tragblätter sind laubblattförmig und ihr Rand besitzt oft spitze oder borstige Zähne, selten ist er glatt.
Die zwittrigen Blüten sind zygomorph mit doppelter Blütenhülle. Die vier Kelchblätter sind glockenförmig verwachsen. Von den vier Kelchzähnen ist das obere Paar länger als das untere. Die fünf Kronblätter sind röhrig verwachsen. Die Kronröhre weitet sich allmählich nach oben hin. Der Kronschlund ist geweitet. Die Krone ist zweilippig. Die Unterlippe ist offen, ihre Basis zweifaltig und ihr oberes Ende dreilappig. Die helmförmige Oberlippe ist zusammengepresst, etwas kürzer als die Unterlippe, mit zurückgebogenen Rand und stumpfem oberen Ende. Die vier fertilen Staubblätter sind von der helmförmigen Oberlippe eingehüllt; ein Staubblattpaar ist kürzer als das andere. Zwei Fruchtblätter sind zu einem oberständigen, zweikammerigen Fruchtknoten verwachsen. Jede Fruchtknotenkammer enthält zwei Samenanlagen. Der Griffel endet in einer einfachen, kopfigen Narbe.
Die eiförmigen, etwas abgeflachten, geraden oder schiefen Kapselfrüchte besitzen ein stumpfes oder zugespitztes oberes Ende, öffnen sich fachspaltig (lokulizid) und enthalten ein bis vier Samen. Die relativ großen Samen sind länglich und glatt.

## Ökologie

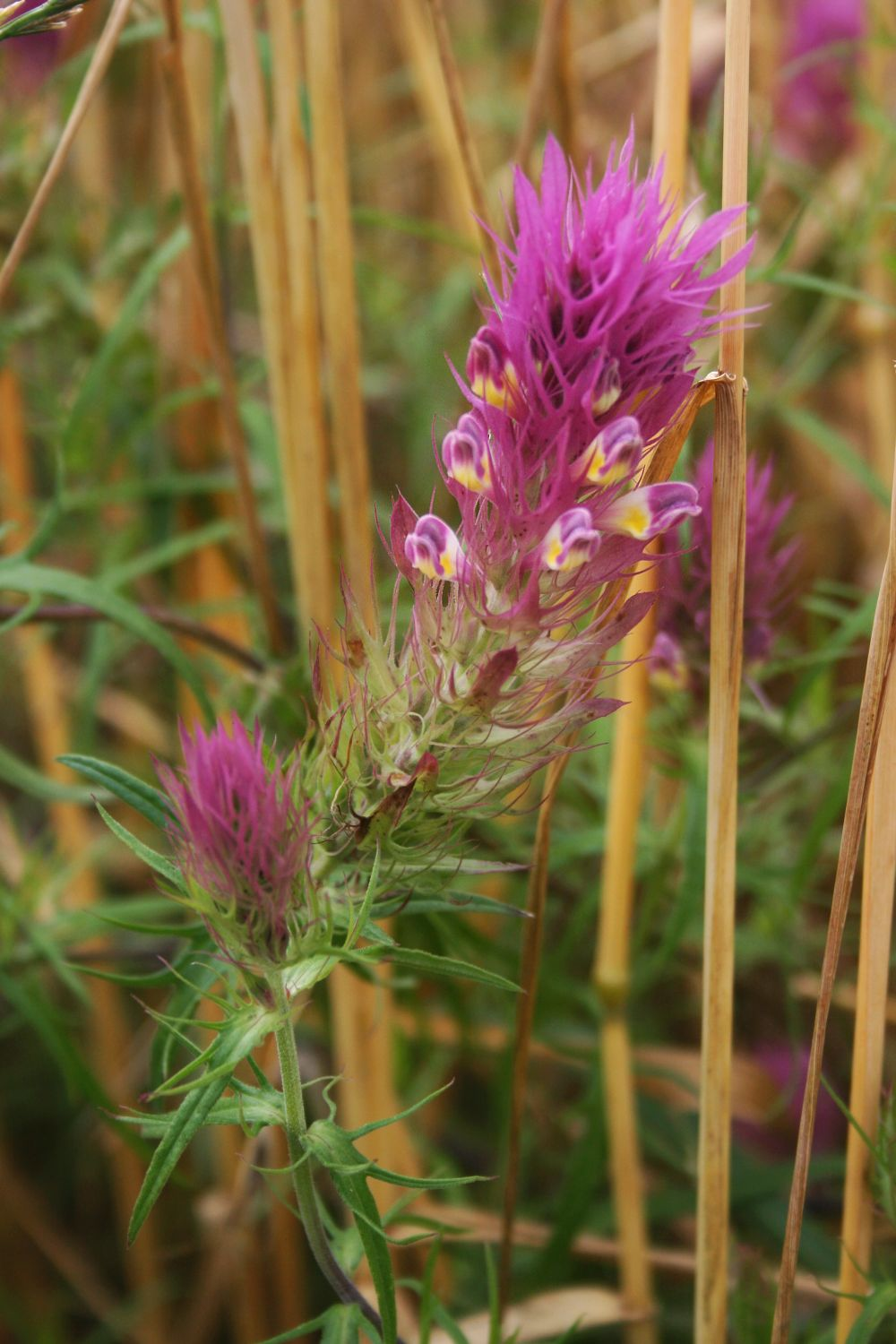
Acker-Wachtelweizen (Melampyrum arvense)

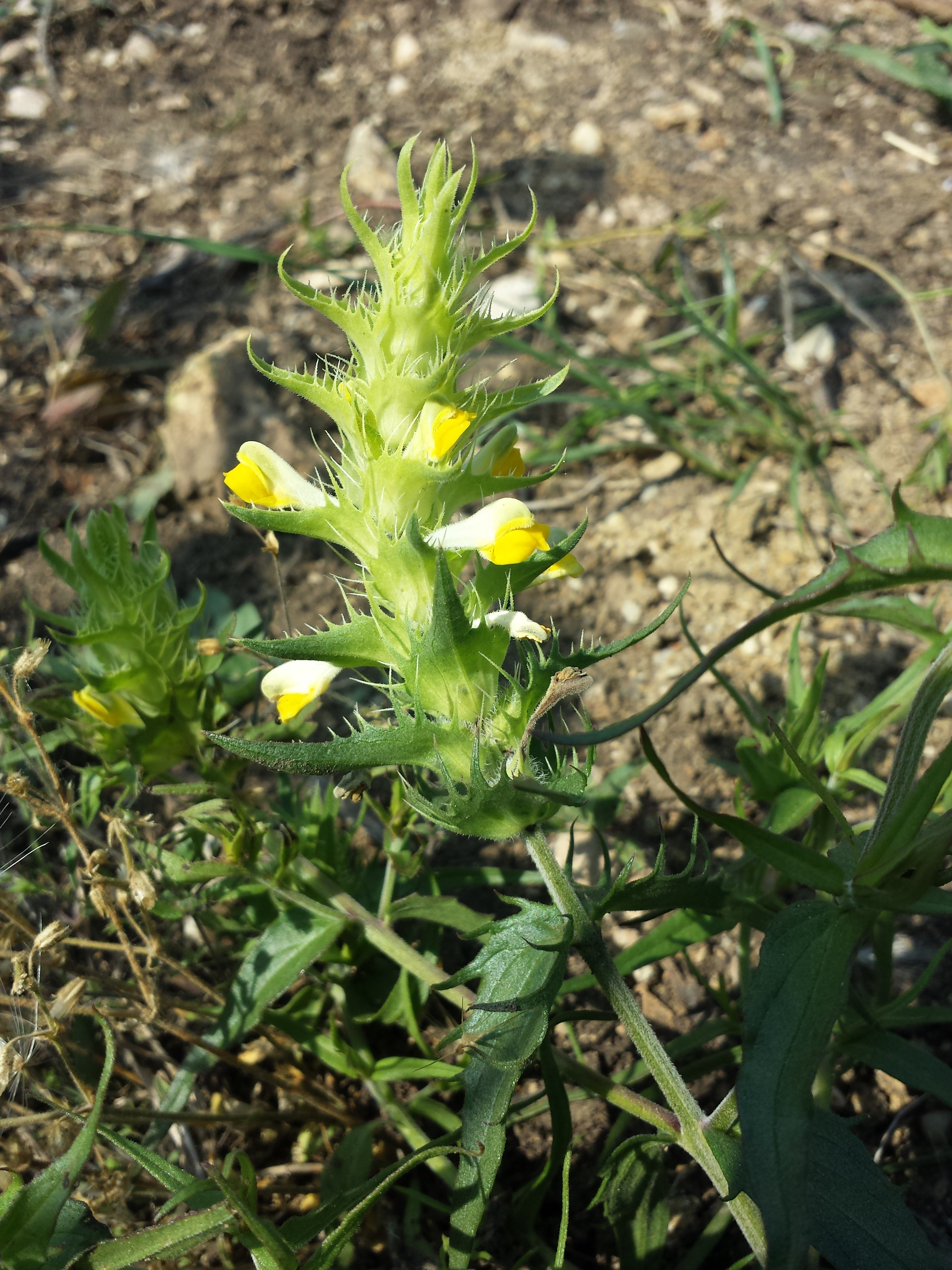
Bart-Wachtelweizen (Melampyrum barbatum)

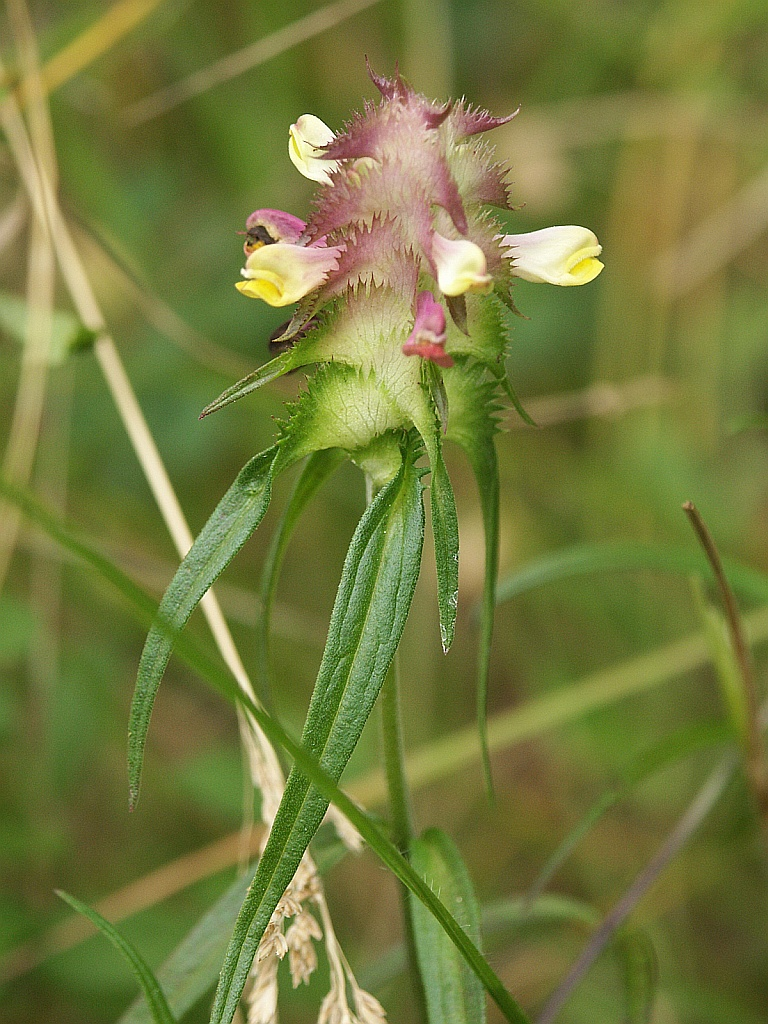
Kamm-Wachtelweizen (Melampyrum cristatum)

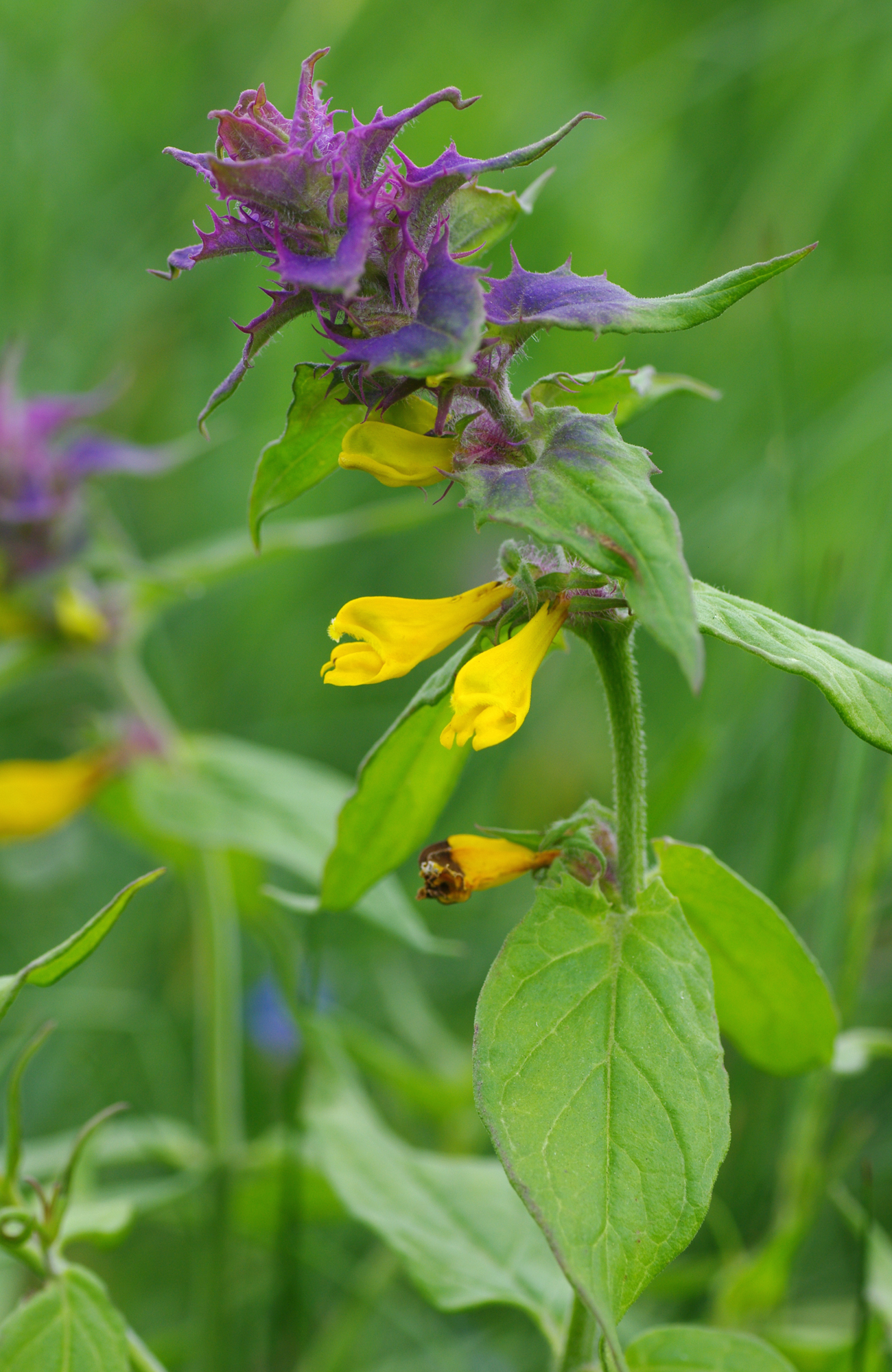
Hain-Wachtelweizen (Melampyrum nemorosum)

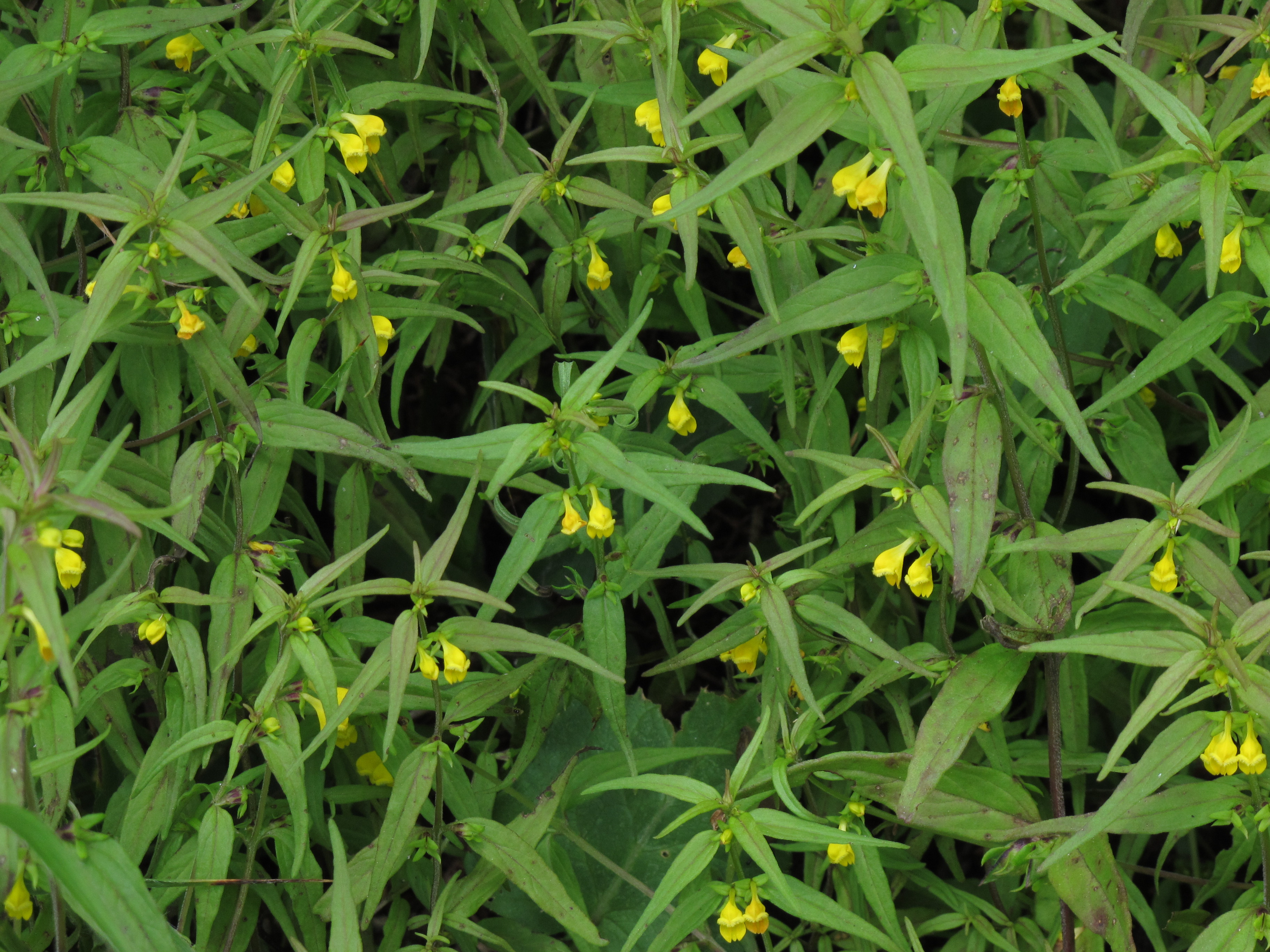
Wald-Wachtelweizen (Melampyrum sylvaticum)

Alle Melampyrum-Arten sind Halbschmarotzer (Hemiparasiten).

## Giftigkeit
Die Pflanzenteile der Gattung Melampyrum sind durch das Glykosid Aucubin giftig.

## Systematik und Verbreitung
Die Gattung Melampyrum wurde 1753 durch Carl von Linné in Species Plantarum, 2, Seite 605 aufgestellt. Typusart ist Melampyrum pratense L. Der botanische Gattungsname Melampyrum leitet sich vom Acker-Wachtelweizen (Melampyrum arvense) ab; früher konnte es durch Verunreinigung mit Wachtelweizensamen zu Mehlvergiftungen und zur Schwarzfärbung des Brots kommen (griechische Wörter melas für „schwarz“, pyros für „Weizen“).
Die Gattung Melampyrum gehört zur Tribus Rhinantheae innerhalb der Familie der Orobanchaceae.
Die Gattung Melampyrum ist auf der Nordhalbkugel verbreitet. In China gibt es drei Arten.
Es gibt etwa 20 Melampyrum-Arten (Auswahl):
- Melampyrum alboffanum Beauverd: Sie kommt im Kaukasus vor.[6][5]
- Acker-Wachtelweizen (Melampyrum arvense L.)[5]
- Bart-Wachtelweizen (Melampyrum barbatum Willd.)[5]
- Melampyrum bihariense A.Kern. (Syn.: Melampyrum ambiguum Soó[6]): Sie kommt vom nordöstlichen Ungarn bis ins zentrale Bulgarien vor.[6][5]
- Melampyrum catalaunicum Freyn: Sie kommt in Spanien und in Italien vor.[5]
- Melampyrum caucasicum Bunge: Sie kommt vom Kaukasus bis zum nördlichen Iran vor.[6][5]
- Melampyrum chlorostachyum Beauverd: Sie kommt im Kaukasusgebiet vor.[6][5]
- Melampyrum ciliatum Boiss. & Heldr.: Sie kommt am Olymp in Griechenland vor.[6][5]
- Kamm-Wachtelweizen (Melampyrum cristatum L.)[5]
- Melampyrum doerfleri Ronniger: Sie kommt von Montenegro bis ins nördliche Albanien vor.[6][5]
- Melampyrum elatius (Boiss.) Soó: Nordöstliche Türkei bis zum Kaukasus.[6][5]
- Melampyrum fimbriatum Vandas: Sie kommt in Italien, Slowenien, Kroatien, Albanien und in Griechenland vor.[5]
- Melampyrum heracleoticum Boiss. & Orph.: Westliches Balkanhalbinsel.[6][5]
- Melampyrum hoermannianum K.Malý: Nordwestliche Balkanhalbinsel.[6][5]
- Melampyrum italicum Soó: Sie kommt in Italien vor.[5]
- Melampyrum lineare Desr.: Sie kommt in Kanada und in den Vereinigten Staaten vor.[4]
- Melampyrum mulkijanianii T.N.Popova: Sie kommt im Kaukasusgebiet vor.[6][5]
- Hain-Wachtelweizen (Melampyrum nemorosum L.)[5]
- Polnischer Wachtelweizen (Melampyrum polonicum (Beauverd) Soó): Östliches Mitteleuropa und Osteuropa.[6][5]
- Wiesen-Wachtelweizen (Melampyrum pratense L.)[5]
- Melampyrum saxosum Baumg. (inkl. Melampyrum herbichii Wolł.): Sie kommt in Polen, Tschechien, Rumänien und in der Ukraine vor.[6][5]
- Melampyrum scardicum Wettst.: Nördliche Balkanhalbinsel.[6][5]
- Melampyrum stenophyllum Boiss.: Nordöstliche Türkei.[6][5]
- Schmalblatt-Wachtelweizen (Melampyrum subalpinum (Jur.) A.Kern., Syn.: Melampyrum bohemicum A.Kern.): Tschechien und Österreich.[5][6]
- Wald-Wachtelweizen (Melampyrum sylvaticum L.)[5]
- Melampyrum trichocalicinum Vandas: Westliche Balkanhalbinsel.[6][5]
- Melampyrum variegatum Huter, Porta & Rigo: Sie kommt im zentralen und südlichen Italien vor.[5][6]
- Melampyrum vaudense (Ronniger) Soó: Sie kommt in Frankreich und in der Schweiz vom Jura bis zu den Südwestalpen vor.[5][6]
- Melampyrum velebiticum Borbás (Syn.: Melampyrum degenianum Soó[6]): Sie kommt in Frankreich, Italien, in der Schweiz, in Slowenien und Kroatien vor.[5]